# Metropolia di Sisani e Siatista

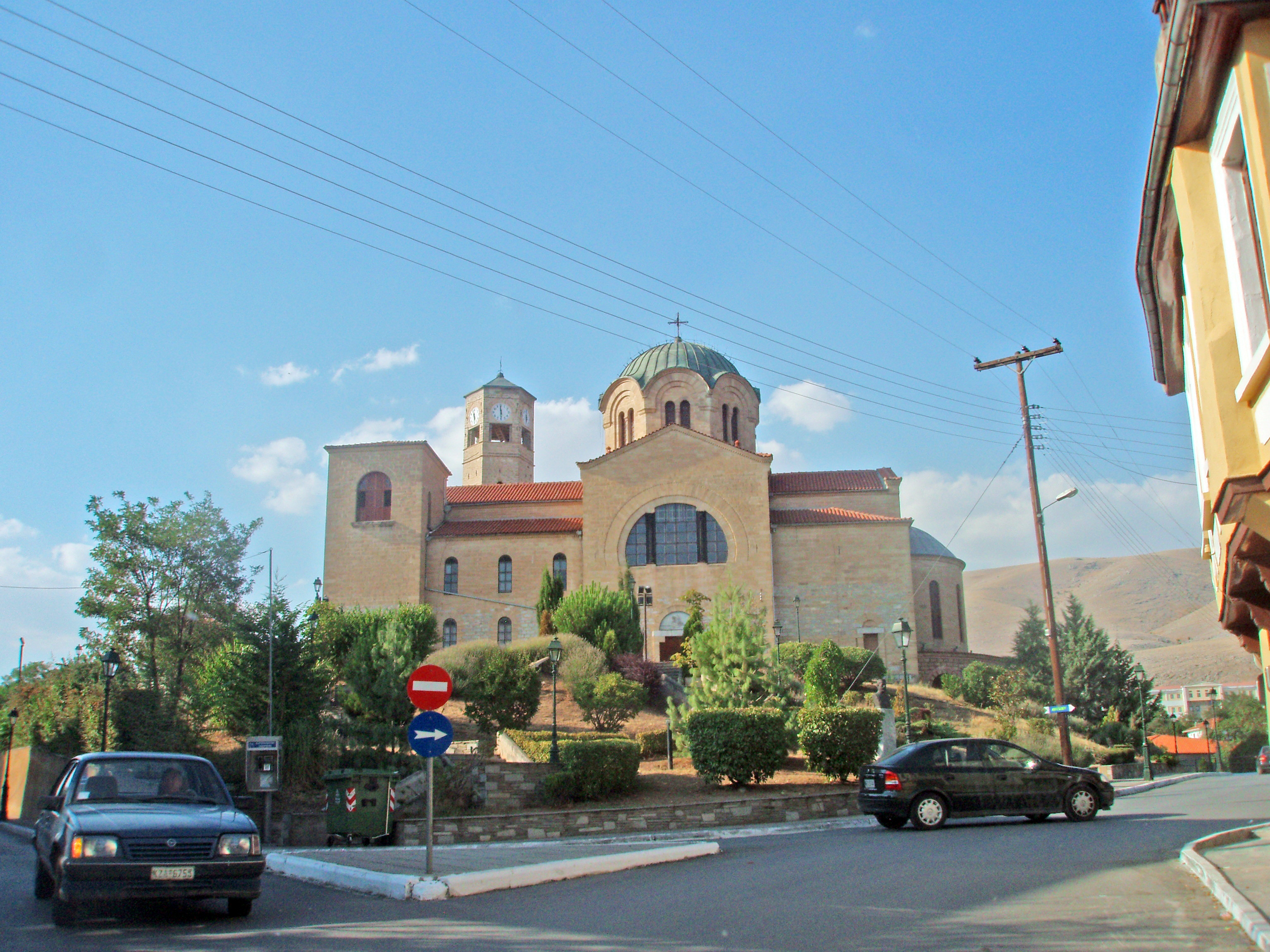
La cattedrale metropolitana di San Demetrio di Siatista.

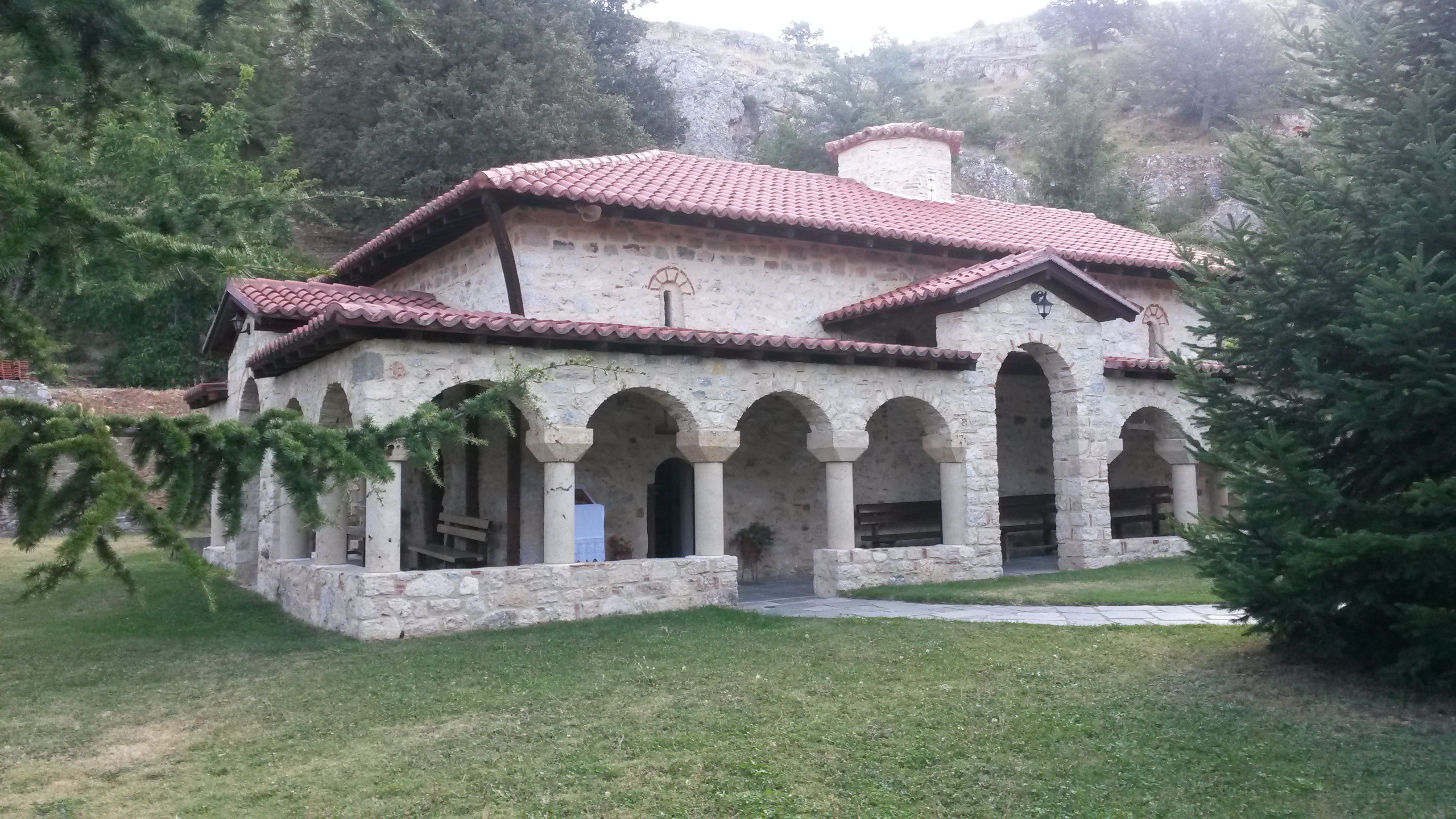
La chiesa del monastero di Agia Paraskevi.

La metropolia di Sisani e Siatista (in greco: Ιερά Μητρόπολις Σισανίου και Σιατίστης; Ierá Mitrópolīs Sisaniou kai Siatistis) è una diocesi del patriarcato ecumenico di Costantinopoli, pastoralmente affidata alla Chiesa di Grecia, con sede a Siatista, nella Macedonia Occidentale, dove si trova la cattedrale metropolitana di San Demetrio.
Dal 23 marzo 2019 il metropolita è Atanasio Giannousas.

## Territorio
La metropolia si trova nella Macedonia Occidentale e si estende sull'intero comune di Voio e sui villaggi di Nostimos, Anthiros, Spilios, Kerassona, Agios Ilias, Dialektos e Velos del comune di Orestida.
Sede del metropolita è la città di Siatista, dove si trova la cattedrale metropolitana di San Demetrio. Sisani è un villaggio del comune di Voio, che fu la sede originaria del metropolita.
Dal punto di vista canonico, la metropolia fa parte del patriarcato ecumenico di Costantinopoli. Tuttavia, trovandosi in territorio greco, la gestione pastorale è affidata alle cure dell'arcivescovo di Atene e della Chiesa di Grecia.

## Storia
Incerta è l'origine della diocesi di Sisani, attestata all'inizio del XVI secolo con il vescovo Lorenzo. Molto probabilmente essa risale a prima di questo secolo, ed apparteneva alla provincia ecclesiastica autonoma dell'arcivescovado di Ocrida. Quando l'arcivescovado fu soppresso nel 1767, le sue diocesi suffraganee passarono sotto la giurisdizione diretta del patriarcato ecumenico di Costantinopoli. Durante l'episcopato di Zosimo, nel 1686 la sede fu trasferita da Sisani a Siatista. Nella seconda metà del XVIII secolo, in concomitanza con la sottomissione ecclesiastica a Costantinopoli, la diocesi fu elevata al rango di metropolia.

## Cronotassi
- Lorenzo † (inizio del XVI secolo)
- Metodio † (menzionato nel 1538)
- Anonimo † (menzionato nel 1578)
- Neofito †
- Pacomio †
- Daniele † (prima del 1624 - 1652)
- Geremia † (1653 - dopo il 1654)
- Partenio † (prima del 1665 - dopo il 1668)
- Paisio †
- Leonzio † (prima del 1676 - 1683)
- Germano † (1683 - 1686)
- Zosimo † (1686 - ?)
- Giuseppe † (menzionato nel 1732 circa)
- Niceforo † (1746 - 1769)
- Cirillo † (1769 - 1792)
- Neofito † (27 agosto 1792 - 1811 deceduto)
- Gioannizio † (12 marzo 1811 - 14 aprile 1835 deceduto)
- Leonzio † (maggio 1835 - 18 gennaio 1852 deceduto)
- Melezio † (18 febbraio 1852 - 16 maggio 1864 deceduto)
- Alessandro Laskaris † (31 maggio 1864 - 17 aprile 1869 deceduto)
- Teofilo † (12 maggio 1869 - dicembre 1871 dimesso)
- Ambrogio Konstantinidis † (28 dicembre 1871 - 24 agosto 1877 eletto metropolita di Chio)
- Agatangelo Stefanakis † (3 settembre 1877 - 17 luglio 1882 deceduto)
- Atanasio Megaklis † (8 settembre 1882 - 4 maggio 1893 eletto metropolita di Salonicco)
- Atanasio Nicolaidis † (1º giugno 1893 - 4 marzo 1900 deceduto)
- Serafino Skaroulis † (4 maggio 1900 - 14 maggio 1909 eletto metropolita di Ganos e Chora)
- Ieroteo Anthoulidis † (30 maggio 1909 - 10 aprile 1920 deceduto)
- Germano Anastasiadis † (22 febbraio 1922 - 5 febbraio 1924 eletto metropolita delle Cicladi)
- Agatangelo Papanastasiadis † (5 febbraio 1924 - 12 aprile 1929 deceduto)
- Diodoro Karatzis † (9 dicembre 1930 - 21 novembre 1944 deceduto)
- Giacomo Kleombrotos † (11 novembre 1945 - 25 giugno 1958 eletto metropolita di Mitilene)
- Policarpo Liosis † (22 settembre 1958 - 1º gennaio 1973 dimesso)
- Antonio Kompos † (25 maggio 1974 - 17 dicembre 2005 deceduto)
- Paolo Ioannou † (28 febbraio 2006 - 13 gennaio 2019 deceduto)
- Atanasio Giannousas, dal 23 marzo 2019